# Eugenia umbrosa
Eugenia umbrosa är en myrtenväxtart som beskrevs av Otto Karl Berg. Eugenia umbrosa ingår i släktet Eugenia och familjen myrtenväxter. Inga underarter finns listade i Catalogue of Life.